# HP ILO
Integrated Lights-Out neboli iLO je proprietární technologie pro správu vestavěných serverů firmy Hewlett-Packard Enterprise, která poskytuje nástroje pro správu mimo přenosový kanál. Využívá Ethernetové připojení, které je k dispozici na většině serverů a mikroserverů ProLiant od řady 300.
iLO má podobnou funkčnost jako technologie lights out management (LOM) nabízené jinými dodavateli, například LOM port firmy Sun/Oracle, IDRAC firmy Dell, IBM Remote Supervisor Adapter a CIMC firmy Cisco Systems.

## Vlastnosti
iLO umožňuje na dálku provádět na HP serveru činnosti, které obvykle vyžadují fyzický přístup k počítači. ILO karta má zvláštní síťové připojení s vlastní IP adresou, na kterou je možné se připojit protokoly HTTPS. Jsou dostupné tyto vlastnosti:
- Reset serveru (v případě, že server neodpovídá přes síťovou kartu)
- Zapnutí serveru (je možné provést vzdáleně, i když je server vypnutý)
- Vzdálená systémová konzole (některé programy mohou vyžadovat 'rozšířenou licenci' – Advanced license)
- Připojit vzdálený fyzickou CD/DVD jednotku nebo obraz disku (virtuální médium), podle licence.
- Přístup k Integrated Management Log (IML)
- Lze ovládat na dálku pomocí jazyka Remote Insight Board Command Language (RIBCL) založeném na XML
- Plné rozhraní příkazového řádku používající RS-232 port (sdílený se systémem); nemožnost vkládat některé funkční klávesy může omezovat určité operace
- Vzdálený přístup k iLO kartě pomocí protokolu SSH s podporou autentizace veřejným klíčem s 1024bitovým DSA klíčem,[2][3] dostupné od iLO verze 3
- iLO Federation[4]
- Dvoufaktorová autentizace[5]
- Vzdálený syslog,[6] podle licence.

iLO poskytuje některé další programy. iLO je buď součástí systémové desky nebo dostupné jako PCI karta.

## Dostupnost
iLO je vestavěné nebo dostupné na některých serverech HP ProLiant a Integrity.
Firma Compaq vytvořila před iLO několik podobných řešení. Nejstarší bylo RIB (Remote Insight Board) dostupné jako rozšiřující karta EISA nebo PCI. Další verzí bylo RILOE (Remote Insight Light-Out Edition), které bylo dostupné pouze pro PCI, následovalo RILOE II, jejíž výrobu firma HP zastavila v roce 2006. Poslední verze firmwaru pro RILOE je 2.53(A) s datem 9. března 2004 a pro RILOE II je 1.21 s datem 5. července 2006.
Pro některé starší servery řady ProLiant 100 existuje volba „Lights Out 100“, která má omezenější funkčnost. LO100 je tradiční IPMI BMC, a nesdílí hardware nebo firmware s iLO. Novější servery řady ProLiant 100 mají standardní iLO.
Existuje také verze iLO pro systémy HP Moonshot označovaná jako iLO Chassis Management (iLO CM), která je odvozena z iLO 4. Od června 2018 je většina posledního firmwaru Chassis Manager dostupná ve verzi 1.56, která byla vydána jako část Moonshot Component Pack 2018.02.0.
Ačkoli HP integrovalo funkčnost iLO do ProLiant Gen8 MicroServeru, z verze Gen10 byla odstraněna. ProLiant MicroServer Gen10+ má přídavnou kartu s iLO.

## Verze
Existovalo více generací iLO rozlišovaných číslem (“iLO 2“). Některé generace iLO jsou rozděleny na několik vydání, podle toho, jaké vlastnosti jsou licencovány. iLO dovoluje aktualizovat firmware, pro které HP periodicky vydává nové verze.
| Jméno | Servery                                                | Nejnovější verze firmwaru           |
| ----- | ------------------------------------------------------ | ----------------------------------- |
| iLO   | servery ProLiant G2, G3, G4, a G6, modely do čísla 300 | verze 1.96 vydána 30. dubna 2014    |
| iLO 2 | servery ProLiant G4, G5, a G6, modely od čísla 300     | verze 2.33 vydána 30. března 2018   |
| iLO 3 | servery ProLiant G7                                    | verze 1.94 vydána 17. prosince 2020 |
| iLO 4 | servery ProLiant Gen8 a Gen9                           | verze 2.81 vydána 7. září 2022      |
| iLO 5 | servery ProLiant Gen10 (některé)                       | verze 2.72 vydána 14. září 2022     |

## API
Pro komunikaci s HP iLO existuje několik nástrojů a rozhraní pro programování:
- Ansible: modul hponcfg [21]
- Perl: Net::ILO[22]
- Python: python-hpilo[23]
- Ruby: ILOrb[24]
- PowerShell: Skriptovací nástroje pro Windows PowerShell: iLO cmdlets[25]

iLO 4 zavedlo HTTP API.
iLO posloužilo jako inspirace pro standard Redfish vyvinutý DMTF, který je implementován v iLO 5. Lze jej spravovat způsobem, který je průmyslovým standardem, všemi nástroji kompatibilními s Redfish. Protože však Redfish umožňuje dodavatelům přidávat další funkčnosti ke svému Redfish API, HPE rozvětvilo nástroje DMTF a přidalo další funkčnost:
- Nástroj ilorest

## Bezpečnostní problémy
V prosinci 2021 íránští výzkumníci v bezpečnostní firmě Amnpardaz objevili v modulech pro HP iLO rootkity.